# Volksabstimmungen in der Schweiz 1944
Dieser Artikel bietet eine Übersicht der Volksabstimmungen in der Schweiz im Jahr 1944.
In der Schweiz fand 1944 auf Bundesebene eine Volksabstimmung statt, im Rahmen eines Urnengangs am 29. Oktober. Dabei handelte es sich um ein fakultatives Referendum.

## Abstimmung am 29. Oktober 1944

### Ergebnis
| Nr. | Vorlage                                     | Art | Stimm- berechtigte | Abgegebene Stimmen | Beteiligung | Gültige Stimmen | Ja      | Nein    | Ja-Anteil | Nein-Anteil | Stände | Ergebnis |
| --- | ------------------------------------------- | --- | ------------------ | ------------------ | ----------- | --------------- | ------- | ------- | --------- | ----------- | ------ | -------- |
| 137 | Bundesgesetz über den unlauteren Wettbewerb | FR  | 1'324'498          | 674'469            | 50,91 %     | 649'418         | 343'648 | 305'770 | 52,92 %   | 47,08 %     | –      | ja       |

### Unlauterer Wettbewerb
1934 präsentierte der Bundesrat einen ersten Entwurf für ein Gesetz über den unlauteren Wettbewerb, doch das Parlament brach die Beratungen wegen unüberbrückbarer Differenzen zwischen dem Nationalrat und dem Ständerat ab. Offene Streitpunkte waren die Definition des Begriffs «Schleuderpreis» sowie Regelungen zum Sozialdumping und zu Unterangeboten im Submissionswesen. Es dauerte acht Jahre, bis der Bundesrat einen neuen Entwurf vorlegte. Seiner Meinung nach waren die Bestimmungen im Obligationenrecht ungenügend, ebenso müssten die unterschiedlichen Regelungen in den Kantonen vereinheitlicht werden. Gegen das vom Parlament beschlossene Gesetz brachte das Komitee «Freie Bahn den Jungen» mit Unterstützung des LdU ein Referendum zustande. Die von LdU-Gründer Gottlieb Duttweiler und den Migros-Genossenschaften angeführten Gegner hielten das Gesetz für ungenügend und bezeichneten es in Anspielung auf den nicht abschliessenden Tatbestandskatalog spöttisch als «Ezätera-Gesetz». Ihrer Meinung nach begünstige es die Entstehung von Monopolen und somit überhöhte Preise. An der Spitze der Befürworter standen der Gewerbeverband und die Gewerkschaften. Das Gesetz schütze die Tüchtigen und Ehrlichen, indem es unfaire Mittel verbiete. Vom Klagerecht der Verbände würde ausserdem vor allem das Kleingewerbe profitieren. Die Abstimmenden nahmen die Vorlage nach einem hitzig geführten Abstimmungskampf relativ knapp an.